# Саймън Мордън
Саймън Мордън (на английски: Simon Morden) е британски писател, автор на бестселъри в жанровете научна фантастика и фентъзи.

## Биография и творчество
Д-р Саймън Мордън е роден в Гейтсхед, Англия. Учи в Университета на Шефилд, който завършва с бакалавърска степен по геология. Получава докторска степен по геофизика от Университета на Нюкасъл.
След дипломирането си работи портиер и личен секретар на финансов съветник, като помощник-учител на половин работен ден в началното училище в Гейтсхед.
Бил е главен редактор на научнофантастичното списание „Фокус“. Участвал е в журито за наградата „Артър Кларк“.
Публикува първия си научнофантастичен разказ „Bell, Book and Candle“ през 1998 г., за което бива забелязан от критиката.
Първият му роман, „Heart“, е публикуван през 2001 г. Той става бестселър и го прави известен.
През 2011 г. е издаден първият му фантастичен роман „Уравненията на живота“ от емблематичната му поредица „Метрозоната“ (Самуил Петрович). За поредицата си е удостоен с наградата „Филип К. Дик“.
Саймън Мордън живее със семейството си в Уортинг, Англия.

## Произведения

### Самостоятелни романи
- Heart (2001)
- Another War (2005)
- The Lost Art (2007)
- Arcanum (2014)

### Серия „Метрозоната“ (Samuil Petrovitch)
1. Equations of Life (2011)
Уравненията на живота, изд.: ИК „Колибри“, София (2013), прев. Петя Митева
2. Theories of Flight (2011)
Теории за полета, изд.: ИК „Колибри“, София (2014), прев. Васил Велчев
3. Degrees of Freedom (2011)
Степени на свобода, изд.: ИК „Колибри“, София (2014), прев. Васил Велчев
4. The Curve of the Earth (2013)

### Серия „Даун“ (Down)
1. Down Station (2016)
2. The White City (2016)

### Разкази
- Bell, Book and Candle (1998) – в сборника „Scaremongers 2: Redbrick Eden“

### Сборници
- Brilliant Things (2004)
- The Lowest Heaven (2013) – с Арчи Блек, Дейвид Бриър, Джон Кортни-Грийнууд, С. Л. Грей, Мария Хедли, Камерън Хърли, София Макдугъл, Марк Чаран Нютън, Алистър Рейнолдс, Адам Робъртс, Естер Саксей, Джаред Шюрин, Е. Дж. Суифт, Лави Тидар и Карън Уорън